# Horaia namtoki
Horaia namtoki är en tvåvingeart som beskrevs av Gibson och Gregory W.Courtney 2007. Horaia namtoki ingår i släktet Horaia och familjen Blephariceridae.
Artens utbredningsområde är Thailand. Inga underarter finns listade i Catalogue of Life.